# Офел
Офел (на старогръцки: Οφελλας) е македонски пълководец, владетел на Киренайка в 322 — 308 година преди Христа.

## Биография
Офел, син на Силен, е роден в столицата на Македония, Пела. В младостта си той участва в походите на Александър III Македонски. Ариан споменава името на Офел сред капитаните на триреми в речния флот по време на Индийската кампания в 327 година. След смъртта на македонския цар той се присъединява към един от диадохите Птолемей, управлявал в Египет. През 322 година, в разположената на запад от Египет Киренайка избухва гражданска война. В областта пристига наемническа армия, начело с Фиброн от Спарта, но той не успява бързо да овладее областта. В главния град на областта Кирена, в която липсва храна, богатите са изгонени, имуществото им конфискувано. Аристократите бягат или при Фиброн, или в двора на Птолемей. През 322 година Птолемей изпраща Офел начело на армия, за да завладее Киренайка, а след това сам пристига там с нови войски. Фиброн е заловен и екзекутиран. Градовете на Киренайка са принудени да се подчинят на Птолемей. Официално районът става част от Елинистически Египет, но реална власт в него имаш Офел, който управлява като наместник на Птолемей. 
Почти нищо не се знае за характеристиките на управлението на Опел. През 313 година в Кирина избухва бунт. Войниците са принудени да се заключат в цитаделата, където остават до пристигането на египетските войски, предвождани от Агис, които умиротворяват бунтовниците. След като въстанието е смазано, властта отново е предадена на Офел. През следващата 312 година Офел се разбунтува срещу владетеля на Египет. Птолемей, който е принуден да води няколко войни, не успява да изпрати достатъчно войски в Киренайка. Възможно е към предателство Офел да са склонили посланици на воюващия с Птолемей диадох Антигон. Според договора 311 година между владетелите на Египет и Киренайка е сключен мир. Офел признава властта на Птолемей, обещава да не води военни операции срещу него и в замяна получава толкова широка автономия, че става почти независим владетел на Киренайка. Така властта на Птолемей над региона става символична, а на Офела - реална.
За амбициите на Офел свидетелства и бракът му с благородната атинянка Евридика от рода на победителя в Битката при Маратон Милтиад. Той поддържа приятелски отношения с Атина.
През 310 година в Африка, близо до Картаген, дебаркира гръцка армия под командването на сиракузския тиран Агатокъл. В битката при Белия Тунис картагенците са победени. Въпреки победата в непосредствена близост до столицата на врага, Агатокъл няма достатъчно сили, за да превземе града с щурм. Липсата на флот води до невъзможност за пълна обсада на разположения на морския бряг град. Гръцкият командир се нуждаее от съюзници и при Офел е изпратен посланикът му Ортон. Той убеждава лидера на Кирена да се включи във войната срещу картагенците. На Офел са обещани всички завладени градове в Африка. Орфон подчертава, че Сицилия ще бъде достатъчна за Агатокъл и дори и да иска той не може да управлява задгранични владения.
Подготвяйки се за кампанията, Офел изпраща хора за набиране на войници в Атина. Много жители на града последват призива му, тъй като не само разчитат на богата военна плячка, но и искат да емигрират от родния си град, който преживява трудни времена. Офел събира армия от десет хиляди пехтинци, шест хиляди конници, сто колесници и тръгва на помощ на Агатокол. Походът продължава около два месеца. Той се оказва изключително труден. Войниците преминават през пустинята при липса на вода и храна, в зной и при нападения от хищни животни и отровни змии. При всичко това в армията започва и треска. Когато, западно от Сирт, Агатокъл вижда изтощената армия, той заповядва на войниците си да нападнат киренците и да убият Офел. След това сиракузският тиранин с щедри обещания убеждава останалите от армията да сложат оръжие и да се присъединят към войските му.
След смъртта на Офел, Киренайка е овладяна от Птолемей. Съпругата на Офел Евридика се завръща в Атина, където година-две по-късно се омъжва за бъдещия цар на Македония, диадоха Деметрий.